# John Lawrence, 1. Baron Lawrence

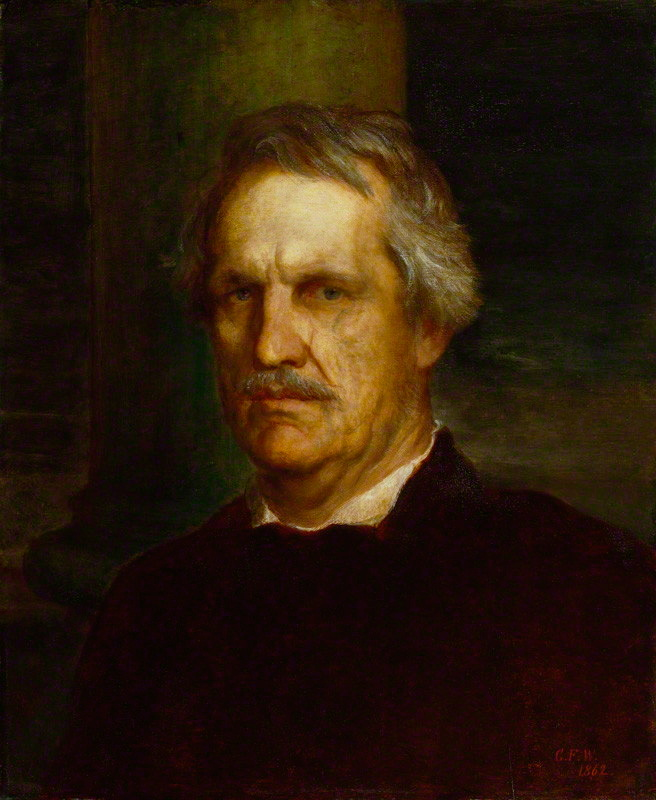
John Lawrence, 1. Baron Lawrence

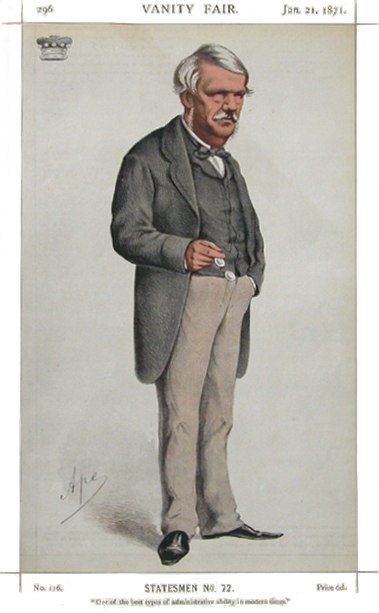
Lawrence in einer Ausgabe der Vanity Fair von 1871

John Laird Mair Lawrence, 1. Baron Lawrence, GCB, GCSI, PC (* 4. März 1811 in Richmond; † 27. Januar 1879 in London) war ein britischer Adliger und Staatsmann. Von 1864 bis 1869 war er Generalgouverneur und Vizekönig von Indien.

## Leben
Lawrence wurde am 4. März 1811 als achtes von zwölf Kindern in Richmond geboren. Er verbrachte seine Kindheit in Derry und wurde am Foyle College ausgebildet.
1829 reiste er mit seinem älteren Bruder Henry Montgomery Lawrence nach Britisch-Indien ab. Er wurde bald Steuereintreiber und Richter in Delhi. Weiter Verwendungen folgten, ohne dass er die Aufmerksamkeit seiner Vorgesetzten erregte.
1841 heiratete er Harriete Catherine Hamilton, mit der er zehn Kinder hatte. Während des Ersten Sikh-Kriegs tat sich Lawrence durch die Organisation des Nachschubs der Britischen Armee im Punjab hervor und wurde Commissioner des von den Sikhs abgetretenen Distrikts Jalandhar. In dieser Funktion bekämpfte er die Bergstämme, führte Verwaltungsreformen durch und ging gegen den Brauch der Witwenverbrennung (Sati) vor. 1849, nach dem Zweiten Sikh-Krieg, wurde er, wiederum unter seinem Bruder, Mitglied des Punjab Board of Administration und war für einer Reihe Reformen wie die Abschaffung der Binnenzölle, die Einführung eines einheitlichen Währungs- und Postwesens und die Verbesserung der Infrastruktur verantwortlich. Seine Versuche, die Macht der lokalen Oberschicht zu beschränken, brachten ihn in Gegensatz zu seinem Bruder.
Als Generalgouverneur James Andrew Broun-Ramsay, 1. Marquess of Dalhousie, das Punjab Board of Administration auflöste, wurde Lawrence Chief Commissioner der Provinzexekutive. Bei Ausbruch des Indischen Aufstands von 1857 gelang es ihm, zu verhindern, dass sich dieser auf den Punjab ausdehnte. Er schloss einen Vertrag mit Dost Mohammed und führte die Truppen, die Delhi von den Aufständischen zurückeroberten. In Anerkennung dieser Leistung wurde er zum Baronet, of the Army, erhoben und erhielt eine Jahresrente in Höhe von 2.000 Pfund seitens der Britischen Ostindien-Kompanie.
Lawrence kehrte 1859 nach Großbritannien zurück, wurde aber bereits 1863 Nachfolger des unerwartet verstorbenen James Bruce, 8. Earl of Elgin, als Generalgouverneur von Indien und übernahm das Amt vom kommissarisch tätigen William Denison. Er vermied Verwicklungen in Afghanistan und am Persischen Golf. Im Innern verbesserte er die Bildungsmöglichkeiten für die einheimische Bevölkerung, beschränkte aber gleichzeitig ihre Verwendung in hohen zivilen Posten. 1869 wurde er bei seiner Rückkehr nach Großbritannien als Baron Lawrence, of the Punjab and of Grately in the County of Southampton, in den erblichen Adelsstand erhoben. Lawrence starb am 27. Januar 1879 in London. Seine Titel gingen auf seinen ältesten Sohn über.
Ein Denkmal beim Foyle College in Derry von Joseph Boehm und ein weiteres am Waterloo Place in London erinnern an ihn. Auch einige Bildungseinrichtungen wurden nach ihm benannt. Sein Grab befindet sich in der Westminster Abbey.